# صاحب مطعم
صاحب مطعم (Restaurateur) هو شخص يملك ويدير مطعم أو مجموعة مطاعم بإحترافية. لكن بمرور الزمن تغير المصطلح ليشمل أي شخص يملك مطعما، لكن تقليديا كان المصطلح يصف الأشخاص الذين يملكون مهارات احترافية عالية في جميع جوانب المطعم من حيث الإدارة والتسويق والتنظيم وغيرها. 

## أصل الكلمة
الكلمة ذا أصل فرنسي (Restaurateur) أشتقت من اللاتينية (Restaurare). يعتقد الكثيرون أن الكلمة مشتقة من كلمة مطعم (Restaurant) باللغة الإنجليزية وذلك خطأ.